# Білорусь на літніх Паралімпійських іграх 2020
Білорусь візьме участь у літніх Паралімпійських іграх 2020 у Токіо (Японія), що відбудуться з 25 серпня по 6 вересня 2020 року.

## Склад збірної
| Вид спорту            | Чоловіки | Жінки | Всього |
| --------------------- | -------- | ----- | ------ |
| Легка атлетика        | 2        | 2     | 4      |
| Дзюдо                 | 0        | 1     | 1      |
| Параканое             | 1        | 0     | 1      |
| Академічне веслування | 0        | 1     | 1      |
| Плавання              | 8        | 2     | 10     |
| Фехтування на візках  | 1        | 1     | 2      |
| Всього                | 12       | 7     | 19     |

## Медалісти
| Медаль | Спортсмен          | Вид спорту     | Дисципліна                          | Дата      |
| ------ | ------------------ | -------------- | ----------------------------------- | --------- |
| Золото | Бокий Ігор         | плавання       | 100 метрів батерфляєм S13           | 25 серпня |
| Золото | Бокий Ігор         | плавання       | 100 метрів на спині S13             | 26 серпня |
| Золото | Бокий Ігор         | плавання       | 400 метрів вільним стилем S13       | 27 серпня |
| Золото | Бокий Ігор         | плавання       | 50 метрів вільним стилем S13        | 29 серпня |
| Золото | Бокий Ігор         | плавання       | 200 метрів комплексне плавання SM13 | 30 серпня |
| Срібло | Єгор Щелканов      | плавання       | 100 метрів на спині S9              | 30 серпня |
| Бронза | Єлизавета Петренко | легка атлетика | жінки метання спису — F13           | 28 серпня |

## Академічне веслування
| Спортсмен      | Дисципліна     | Попередні запливи | Попередні запливи | Втішний заплив | Втішний заплив | Фінал    | Фінал |
| Спортсмен      | Дисципліна     | Час               | Місце             | Час            | Місце          | Час      | Місце |
| -------------- | -------------- | ----------------- | ----------------- | -------------- | -------------- | -------- | ----- |
| Волчок Людмила | Жінки одиночка | 13:26,45          | 5                 | 12:20,24       | 4              | 13:31,36 | 9     |

## Дзюдо
| Спортсмен       | Дисципліна | Відбірковий раунд                  | Чвертьфінал        | Півфінал           | Втішний раунд 1    | Втішний раунд 2    | Фінал/ Поєдинок за бронзу |
| Спортсмен       | Дисципліна | Суперник Результат                 | Суперник Результат | Суперник Результат | Суперник Результат | Суперник Результат | Суперник Результат        |
| --------------- | ---------- | ---------------------------------- | ------------------ | ------------------ | ------------------ | ------------------ | ------------------------- |
| Богданова Олена | до 57 кг   | Хірощі Джунко (JPN) · Поразка 0-10 | Завершила виступ   | Завершила виступ   | Завершила виступ   | Завершила виступ   | Завершила виступ          |

## Легка атлетика
| Спортсмен          | Дисципліна                       | Фінал     | Фінал |
| Спортсмен          | Дисципліна                       | Результат | Місце |
| ------------------ | -------------------------------- | --------- | ----- |
| Бурдуков Сергій    | чоловіки стрибки у довжину — T12 | 6,74      | 6     |
| Гриб Владислав     | чоловіки метання булави — F51    | 24,47PB   | 6     |
| Канюк Анна         | жінки стрибки у довжину — T12    | 4,95      | 6     |
| П`ятренка Лізавета | жінки метання спису — F13        | 38,99 AR  | 3     |

## Параканое
| Спортсмен       | Дисципліна   | Попередні запливи | Попередні запливи | Півфінал  | Півфінал | Фінал           | Фінал           |
| Спортсмен       | Дисципліна   | Результат         | Місце             | Результат | Місце    | Результат       | Місце           |
| --------------- | ------------ | ----------------- | ----------------- | --------- | -------- | --------------- | --------------- |
| Тауп’янець Ілля | чоловіки VL2 | 1:02,429          | 5                 | 59,736    | 4        | Завершив виступ | Завершив виступ |

## Плавання

### Чоловіки
| Спортсмен          | Дисципліна                          | Попередні запливи | Попередні запливи | Фінал           | Фінал           |
| Спортсмен          | Дисципліна                          | Результат         | Місце             | Результат       | Місце           |
| ------------------ | ----------------------------------- | ----------------- | ----------------- | --------------- | --------------- |
| Бокий Ігор         | 50 метрів вільним стилем S13        | 23,44             | 1Q                | 23,21PR         | 1               |
| Бокий Ігор         | 400 метрів вільним стилем S13       | 4:06.99           | 1Q                | 3:58.18         | 1               |
| Бокий Ігор         | 100 метрів на спині S13             | 57.67             | 1Q                | 56.36 WR        | 1               |
| Бокий Ігор         | 100 метрів брасом SB13              | 1:05,86           | 4Q                | 1:05,90         | 5               |
| Бокий Ігор         | 100 метрів батерфляєм S13           | 55,12             | 1Q                | 53,80PR         | 1               |
| Бокий Ігор         | 200 метрів комплексне плавання SM13 | 2:08,24           | 1Q                | 2:02,70WR       | 1               |
| Ізотов Володимир   | 100 метрів брасом SB12              | Н/Д               | Н/Д               | 1:07,11         | 4               |
| Салей Дмитро       | 50 метрів вільним стилем S13        | 24,42             | 7Q                | 24,23           | 6               |
| Салей Дмитро       | 100 метрів батерфляєм S13           | 58,80             | 7Q                | 58,15           | 6               |
| Щалканав Ягор      | 50 метрів вільним стилем S9         | 26,34             | 8Q                | 25,96           | 8               |
| Щалканав Ягор      | 100 метрів на спині S9              | 1:02,42           | 1Q                | 1:01,96         | 2               |
| Щалканав Ягор      | 100 метрів батерфляєм S9            | 1:02,17           | 8Q                | 1:01,38         | 7               |
| Щалканав Ягор      | 200 комплексне плавання SM9         | 2:20,00           | 2Q                | 2:18,40         | 4               |
| Сотніков Володимир | 50 метрів вільним стилем S13        | 25,73             | 14                | Завершив виступ | Завершив виступ |
| Сотніков Володимир | 100 метрів на спині S13             | 1:06.21           | 10                | Завершив виступ | Завершив виступ |
| Сотніков Володимир | 100 метрів батерфляєм S13           | 1:03,68           | 13                | Завершив виступ | Завершив виступ |
| Талай Олексій      | 200 метрів вільним стилем S2        | 6:06,97           | 11                | Завершив виступ | Завершив виступ |
| Талай Олексій      | 50 метрів на спині S1               | Н/Д               | Н/Д               | 1:55,58         | 7               |
| Талай Олексій      | 100 метрів на спині S1              | Н/Д               | Н/Д               | 4:01,23         | 7               |
| Талай Олексій      | 50 метрів брасом SB2                | 1:24,86           | 7Q                | 1:23,16PR       | 7               |
| Талай Олексій      | 150 метрів комплексне плавання SM3  | 5:06,04           | 13                | Завершив виступ | Завершив виступ |
| Вашеквич Максим    | 100 метрів вільним стилем S12       | DNS               | DNS               | Завершив виступ | Завершив виступ |
| Вашеквич Максим    | 100 метрів на спині S12             | Н/Д               | Н/Д               | DNS             | DNS             |
| Вашеквич Максим    | 100 метрів батерфляєм S12           | 1:01,87           | 8Q                | 1:01,43         | 7               |
| Вашеквич Максим    | 200 метрів комплексне плавання SM13 | DNS               | DNS               | Завершив виступ | Завершив виступ |
| Зудзілав Григорій  | 50 метрів вільним стилем S11        | DNS               | DNS               | Завершив виступ | Завершив виступ |
| Зудзілав Григорій  | 400 метрів вільним стилем S11       | DNS               | DNS               | Завершив виступ | Завершив виступ |
| Зудзілав Григорій  | 200 метрів комплексне плавання SM11 | DNS               | DNS               | Завершив виступ | Завершив виступ |

### Жінки
| Спортсмен           | Дисципліна                          | Попередні запливи | Попередні запливи | Фінал            | Фінал            |
| Спортсмен           | Дисципліна                          | Результат         | Місце             | Результат        | Місце            |
| ------------------- | ----------------------------------- | ----------------- | ----------------- | ---------------- | ---------------- |
| Щавель Наталія      | 50 метрів на спині S5               | 50,48             | 11                | Завершила виступ | Завершила виступ |
| Щавель Наталія      | 100 метрів брасом SB4               | 2:04,62           | 7Q                | 2:02,58          | 7                |
| Щавель Наталія      | 50 метрів батерфляєм S5             | 50,19             | 10                | Завершила виступ | Завершила виступ |
| Щавель Наталія      | 200 метрів комплексне плавання SM5  | Н/Д               | Н/Д               | 3:44,30          | 5                |
| Зудзілова Анастасія | 100 метрів брасом SB13              | 1:20,09           | 4Q                | 1:19,77          | 5                |
| Зудзілова Анастасія | 200 метрів комплексне плавання SM13 | 2:40,18           | 8Q                | 2:42,13          | 8                |

## Фехтування на візках

### Чоловіки
| Спортсмен       | Дисципліна | Групова стадія                         | Групова стадія                 | Групова стадія                     | Групова стадія | Раунд 1/16                                  | Чвертьфінал                          | Півфінал                                | Фінал                             | Фінал           |
| Спортсмен       | Дисципліна | Суперник Результат                     | Суперник Результат             | Суперник Результат                 | Місце          | Суперник Результат                          | Суперник Результат                   | Суперник Результат                      | Суперник Результат                | Місце           |
| --------------- | ---------- | -------------------------------------- | ------------------------------ | ---------------------------------- | -------------- | ------------------------------------------- | ------------------------------------ | --------------------------------------- | --------------------------------- | --------------- |
| Праневич Андрій | Шпага B    | Кузюков Олександр (ROC) · Перемога 5-4 | Чу Даолян (CHN) · Перемога 5-3 | Джусон Джоване (BRA) · Поразка 4-5 | 1Q             | не брав участі                              | Науменко Олег (UKR) · Перемога 15-10 | Кузюков Олександр (ROC) · Поразка 13-15 | Гутя Дмитрі (GBR) · Поразка 11-15 | 4               |
| Праневич Андрій | Шабля B    | Фен Янке (CHN) · Поразка 1-5           | Алі Аммар (IRQ) · Перемога 5-2 | Кастро Адріан (POL) · Поразка 2-5  | 5Q             | Панайотис Тріантафіллу (GRE) · Поразка 7-15 | Завершив виступ                      | Завершив виступ                         | Завершив виступ                   | Завершив виступ |

### Жінки
| Спортсмен     | Дисципліна | Групова стадія                       | Групова стадія                     | Групова стадія                    | Групова стадія                     | Групова стадія                    | Групова стадія | Чвертьфінал                       | Півфінал           | Фінал              | Фінал            |
| Спортсмен     | Дисципліна | Суперник Результат                   | Суперник Результат                 | Суперник Результат                | Суперник Результат                 | Суперник Результатt               | Місце          | Суперник Результат                | Суперник Результат | Суперник Результат | Місце            |
| ------------- | ---------- | ------------------------------------ | ---------------------------------- | --------------------------------- | ---------------------------------- | --------------------------------- | -------------- | --------------------------------- | ------------------ | ------------------ | ---------------- |
| Мокриця Олеся | Рапіра B   | Мезо Болгарка (HUN) · Поразка 3-5    | Таубер Сульві (GER) · Перемога 5-2 | Чжоу Цзинцзін (CHN) · Поразка 3-5 | Мішурова Ірина (ROC) · Поразка 4-5 | Гедес Еллен (USA) · Перемога 5-3  | 3Q             | Сяо Жун (CHN) · Поразка 4-15      | Завершила виступ   | Завершила виступ   | Завершила виступ |
| Мокриця Олеся | Шпага B    | Хареза Патрісія (POL) · Перемога 5-2 | Чун Йен Пін (HKG) · Перемога 5-0   | Сакураї Анрі (JPN) · Перемога 5-2 | Хейс Террі (USA) · Перемога 5-1    | Чжоу Цзинцзін (CHN) · Поразка 2-5 | 3Q             | Джана Саузен (THA) · Поразка 5-15 | Завершила виступ   | Завершила виступ   | Завершила виступ |